# Польща на літніх Олімпійських іграх 1968
Польща на літніх Олімпійських іграх 1968 року, які проходили у столиці Мексики Мехіко, була представлена 177 спортсменом (140 чоловіками та 37 жінками) у 16 видах спорту. Прапороносцем на церемонії відкриття Олімпійських ігор був важкоатлет Вальдемар Башановський.
Польща вдесяте взяла участь у літніх Олімпійських іграх. Польські спортсмени завоювали 18 медалей: 5 золотих, 2 срібні та 11 бронзових. Олімпійська збірна Польщі зайняла 11 неофіційне місце за кількістю медалей.

## Медалісти
| Медалі за видом спорту | Медалі за видом спорту | Медалі за видом спорту | Медалі за видом спорту | Медалі за видом спорту |
| ---------------------- | ---------------------- | ---------------------- | ---------------------- | ---------------------- |
| Вид                    | 1                      | 2                      | 3                      | Всього                 |
| Бокс                   | 1                      | 2                      | 2                      | 5                      |
| Важка атлетика         | 1                      | 0                      | 4                      | 5                      |
| Велоспорт              | 0                      | 0                      | 1                      | 1                      |
| Волейбол               | 0                      | 0                      | 1                      | 1                      |
| Легка атлетика         | 1                      | 0                      | 1                      | 2                      |
| Стрільба               | 1                      | 0                      | 0                      | 1                      |
| Фехтування             | 1                      | 0                      | 2                      | 3                      |
| Всього                 | 5                      | 2                      | 11                     | 18                     |

| Медаль | Спортсмен | Вид спорту     | Дисципліна                    |
| ------ | --- | -------------- | ----------------------------- |
| Золото | Ірена Шевінська | легка атлетика | 200 м, жінки                  |
| Золото | Єжи Кулей | бокс           | до 63,5 кг, чоловіки          |
| Золото | Єжи Павловський | фехтування     | індивідуальна шабля, чоловіки |
| Золото | Юзеф Запендзький | стрільба       | швидкісний пістолет, 25 м     |
| Золото | Вальдемар Башановський | важка атлетика | до 67,5 кг                    |
| Срібло | Артур Олех | бокс           | до 51 кг, чоловіки            |
| Срібло | Юзеф Грудзень | бокс           | до 60 кг, чоловіки            |
| Бронза | Ірена Шевінська | легка атлетика | 100 м, жінки                  |
| Бронза | Губерт Скшипчак | бокс           | до 48 кг, чоловіки            |
| Бронза | Станіслав Драган | бокс           | до 81 кг, чоловіки            |
| Бронза | Януш Кешковський | бокс           | гіт, 1000 м                   |
| Бронза | Збіґнєв Скрудлік Вітольд Войда Егон Франке Адам Лісевський Ришард Парульський | фехтування     | командна рапіра, чоловіки     |
| Бронза | Богдан Андрієвський Міхал Буткевич Богдан Гонзіор Генрик Нілаба Казімеж Барбурський | фехтування     | командна шпага, чоловіки      |
| Бронза | Галина Ашкелович Ванда Віха Христина Крупа Ядвіга Марко-Ксьонжек Юзефа Ледвіг Христина Остроменцька Ельжбета Пожец Барбара Хермель-Немчик Лідія Хмельницька Христина Чайковська Зофія Щенсневська Христина Якубовська | волейбол       | жінки                         |
| Бронза | Генрик Тренбіцкий | важка атлетика | до 56 кг                      |
| Бронза | Мар'ян Зелінський | важка атлетика | до 67,5 кг                    |
| Бронза | Норберт Озімек | важка атлетика | до 82,5 кг                    |
| Бронза | Марек Голомб | важка атлетика | до 90 кг                      |

## Академічне веслування
| Спортсмен                       | Дисципліна | Гіти    | Гіти  | Repechage | Repechage | Півфінал | Півфінал | Фінал   | Фінал |
| Спортсмен                       | Дисципліна | Час     | Місце | Час       | Місце     | Час      | Місце    | Час     | Місце |
| ------------------------------- | ---------- | ------- | ----- | --------- | --------- | -------- | -------- | ------- | ----- |
| Здзіслав Бромек                 | одиночки   | 8:06.61 | 5 R   | 7:48.68   | 3 Q       | 8:13.92  | 6 FB     | 7:45.48 | 7     |
| Єржи Бронєц Альфонс Слюсарський | двійки     | 7:45.51 | 3 R   | 7:35.81   | 3 Q       | 7:40.10  | 6 FB     | 7:22.89 | 8     |

## Баскетбол
Груповий турнір. Група В.
| Команда        | W | L | PF  | PA  | PD   | Pts |
| -------------- | - | - | --- | --- | ---- | --- |
| СРСР           | 7 | 0 | 642 | 408 | +234 | 14  |
| Бразилія       | 6 | 1 | 561 | 418 | +143 | 13  |
| Мексика        | 5 | 2 | 493 | 443 | +50  | 12  |
| Польща         | 4 | 3 | 473 | 504 | −31  | 11  |
| Болгарія       | 3 | 4 | 456 | 478 | −22  | 10  |
| Куба           | 2 | 5 | 514 | 532 | −18  | 9   |
| Південна Корея | 1 | 6 | 453 | 530 | −77  | 8   |
| Марокко        | 0 | 7 | 355 | 634 | −279 | 7   |

13 жовтня
|  |  | СРСР | 91–50 | Польща |  | Palacio de los Deportes, Мехіко |

14 жовтня
|  |  | Польща | 77–67 | Південна Корея |  | Palacio de los Deportes, Мехіко |

15 жовтня
|  |  | Польща | 78–75 | Куба |  | Palacio de los Deportes, Мехіко |

16 жовтня
|  |  | Польща | 51–88 | Бразилія |  | Palacio de los Deportes, Мехіко |

18 жовтня
|  |  | Марокко | 48–85 | Польща |  | Palacio de los Deportes, Мехіко |

19 жовтня
|  |  | Болгарія | 67–69 | Польща |  | Palacio de los Deportes, Мехіко |

20 жовтня
|  |  | Мексика | 68–63 | Польща |  | Palacio de los Deportes, Мехіко |

19 жовтня
|  |  | Болгарія | 67–69 | Польща |  | Palacio de los Deportes, Мехіко |

20 жовтня
|  |  | Мексика | 68–63 | Польща |  | Palacio de los Deportes, Мехіко |

Матчі за 5-8 місця
22 жовтня
|  |  | Італія | 52–66 | Польща |  | Palacio de los Deportes, Мехіко |

Матчі за 5-6 місця
25 жовтня
|  |  | Мексика | 75–65 | Польща |  | Palacio de los Deportes, Мехіко |

## Бокс
| Спортсмен           | Категорія   | 1 Раунд               | 2 Раунд                            | 3 Раунд                          | Чвертьфінал                    | Півфінал                  | Фінал                          | Фінал      |
| Спортсмен           | Категорія   | Суперник Результат    | Суперник Результат                 | Суперник Результат               | Суперник Результат             | Суперник Результат        | Rank                           | Rank       |
| ------------------- | ----------- | --------------------- | ---------------------------------- | -------------------------------- | ------------------------------ | ------------------------- | ------------------------------ | ---------- |
| Губерт Скжипчак     | до 48 кг    | Н/Д                   | Могамед Селім Согем (EGY) W 5-0    | Тагар Азіз (MAR) W 4-1           | Джозеф Донован (AUS) W 3-2     | Чі Єн Джу (KOR) W 1-4     | не пройшов                     |            |
| Артур Олех          | до 51 кг    | Н/Д                   | BYE                                | Константин Кіука (ROU) W 3-2     | Микола Новіков (URS) W TKO     | Лео Рвабвого (UGA) W 3-2  | Рікардо Дельгадо (MEX) L 0-5   |            |
| Ян Галазка          | до 54 кг    | BYE                   | Домінго Каско Каталіна (ARG) L 2-3 | не пройшов                       | не пройшов                     | не пройшов                | не пройшов                     | не пройшов |
| Ян Вадас            | до 57 кг    | Н/Д                   | Іван Михайлов (BUL) L 1-4          | не пройшов                       | не пройшов                     | не пройшов                | не пройшов                     | не пройшов |
| Юзеф Грудзень       | до 60 кг    | Су-Лун Го (TPE) W 5-0 | Роберто Камінеро Перес (CUB) W 5-0 | Ентоні Квін (IRL) W 4-1          | Енцо Петрилья (ITA) W 5-0      | Звонимир Вуїн (YUG) W 5-0 | Ронні Гарріс (USA) L 0-5       |            |
| Єжи Кулей           | до 63,5 кг  | BYE                   | Янош Кайді (HUN) W 3-2             | Жанбаттіста Капретті (ITA) W 4-1 | Петер Тіпольд (GDR) W 3-2      | Арто Нільссон (FIN) W 5-0 | Енріке Регуейферос (CUB) W 3-2 |            |
| Мар'ян Каспшик      | до 67 кг    | BYE                   | Армандо Муньїс (USA) L 1-4         | не пройшов                       | не пройшов                     | не пройшов                | не пройшов                     | не пройшов |
| Вітольд Стахурський | до 71 кг    | Н/Д                   | Янош Ковачі (ROU) L 2-3            | не пройшов                       | не пройшов                     | не пройшов                | не пройшов                     | не пройшов |
| Веслав Рудковський  | до 75 кг    | Н/Д                   | BYE                                | Чарльз Амос (GUY) W RSC          | Олексій Кисельов (URS) L 0-5   | не пройшов                | не пройшов                     | 5          |
| Станіслав Драган    | до 81 кг    | Н/Д                   | BYE                                | Хорхе Клементе (PUR) W WO        | Вальтер Фаччінетті (ITA) W 4-1 | Йон Моня (ROU) L 1-4      | не пройшов                     |            |
| Луціан Треля        | понад 81 кг | Н/Д                   | Н/Д                                | Джордж Форман (USA) L 1-4        | не пройшов                     | не пройшов                | не пройшов                     | не пройшов |

## Боротьба
Вільна боротьба
| Спортсмен           | Дисципліна | Elimination Pool                   | Elimination Pool                     | Elimination Pool         | Elimination Pool            | Elimination Pool     | Elimination Pool  | Фінал           | Фінал |
| Спортсмен           | Дисципліна | Раунд 1 Результат                  | Раунд 2 Результат                    | Раунд 3 Результат        | Раунд 4 Результат           | Раунд 5 Результат    | Раунд 6 Результат | Результат       | Місце |
| ------------------- | ---------- | ---------------------------------- | ------------------------------------ | ------------------------ | --------------------------- | -------------------- | ----------------- | --------------- | ----- |
| Збігнєв Дзедзіцький | −57 кг     | Горст Маєр (GDR) W P               | Марко Теран (ECU) W T 2:10           | Йодзіро Уетаке (JPN) L P | Базарин Сихбаатар (MGL) W P | Іван Шавов (BUL) W P | не пройшов        | не пройшов      | 6     |
| Тадеуш Годинь       | −63 кг     | Цедендамбин Нацагдорж (MGL) L P    | Єлкан Тедеєв (URS) L T 9:04          | не пройшов               | не пройшов                  | не пройшов           | не пройшов        | не пройшов      | 17    |
| Януш Пайонк         | −70 кг     | Ака-Яган Дастагір (AFG) W P        | Северіно Агілар Фруто (PAN) W T 1:14 | Горіуті Івао (JPN) L P   | Вейн Веллс (USA) L P        | не пройшов           | не пройшов        | не пройшов      | 9     |
| Ян Випьорчик        | −87 кг     | Ендо Шігеру (JPN) W E              | Борис Гуревич (URS) L T 10:36        | не пройшов               | не пройшов                  | не пройшов           | не пройшов        | не пройшов      | 16    |
| Ришард Длугош       | −97 кг     | Алексіс Нігон (JPN) W T 1:33       | Едвард Міллард (CAN) L P             | Ніколае Негуц (ROU) W P  | Ахмет Аїк (TUR) L P         | не пройшов           | не пройшов        | не пройшов      | 7     |
| Веслав Боченський   | +97 кг     | Ердене-Очір Олзіісайхані (MGL) L P | Вільфрід Дітріх (FRG) L DQ           | Did not advance          | Did not advance             | Did not advance      | Did not advance   | Did not advance | 10    |

Греко-римська боротьба
| Спортсмен           | Дисципліна | Elimination Pool              | Elimination Pool                | Elimination Pool             | Elimination Pool              | Elimination Pool  | Elimination Pool  | Фінал           | Фінал |
| Спортсмен           | Дисципліна | Раунд 1 Результат             | Раунд 2 Результат               | Раунд 3 Результат            | Раунд 4 Результат             | Раунд 5 Результат | Раунд 6 Результат | Результат       | Місце |
| ------------------- | ---------- | ----------------------------- | ------------------------------- | ---------------------------- | ----------------------------- | ----------------- | ----------------- | --------------- | ----- |
| Ян Міхалік          | −52 кг     | Георге Стойчіу (ROU) L P      | Юссі Вестерінен (FIN) W P       | не пройшов                   | не пройшов                    | не пройшов        | не пройшов        | не пройшов      | 19    |
| Юзеф Липень         | −57 кг     | Кая Озкан (TUR) L P           | Чон-Єнг Ан (KOR) L E            | Рісто Бйорлін (FIN) L T 9:00 | не пройшов                    | не пройшов        | не пройшов        | не пройшов      | 16    |
| Тадеуш Годинь       | −63 кг     | Ніколаус Лазару (GRE) L P     | Антоніу Мораїш (POR) L DQ       | не пройшов                   | не пройшов                    | не пройшов        | не пройшов        | не пройшов      | 16    |
| Адам Островський    | −78 кг     | Дімітріос Саввас (GRE) W E    | Мілан Ненадич (YUG) W P         | Ян Карстрем (SWE) L P        | не пройшов                    | не пройшов        | не пройшов        | не пройшов      | 11    |
| Чеслав Квециньський | −87 кг     | Ласло Шіллаї (HUN) W P        | Хуліо Граффінья (ARG ) W T 7:54 | Валентин Оленік (URS) L P    | Річард Боджмен (USA) L P      | не пройшов        | не пройшов        | не пройшов      | 7     |
| Вацлав Орловський   | −97 кг     | Микола Яковенко (URS) L P     | Нагао Такеші (JPN) W T 2:42     | Торе Гем (NOR) L P           | не пройшов                    | не пройшов        | не пройшов        | не пройшов      | 6     |
| Едвард Войда        | +97 кг     | Ар'є Надборнік (FIN) W T 2:24 | Бекір Аксу (TUR) L E            | Стен Свенссон (SWE) L P      | Анатолій Рощін (URS) L T 5:29 | Did not advance   | Did not advance   | Did not advance | 8     |

## Важка атлетика
| Спортсмен              | Дисципліна           | Military Press | Military Press | Snatch    | Snatch | Clean & Jerk | Clean & Jerk | Разом    | Місце |
| Спортсмен              | Дисципліна           | Результат      | Місце          | Результат | Місце  | Результат    | Місце        | Разом    | Місце |
| ---------------------- | -------------------- | -------------- | -------------- | --------- | ------ | ------------ | ------------ | -------- | ----- |
| Генрик Тренбіцький     | до 56 кг, чоловіки   | 115.0          | 3              | 107.5     | 1      | 135          | 4            | 357.5    |       |
| Ян Войновський         | до 60 кг, чоловіки   | 117.5          | 5              | 115       | 3      | 150          | 2            | 382.5    | 4     |
| Мечислав Новак         | до 60 кг, чоловіки   | 117.5          | 5              | 110       | 6      | 147.5        | 4            | 375      | 5     |
| Вальдемар Башановський | до 67,5 кг, чоловіки | 135            | 1              | 135       | 1 OR   | 167.5        | 1 OR         | 437.5 OR |       |
| Мар'ян Зелінський      | до 67,5 кг, чоловіки | 135            | 1              | 125       | 4      | 160          | 4            | 420      |       |
| Норберт Озімек         | до 82,5 кг, чоловіки | 150            | 3              | 140       | 4      | 182.5        | 3            | 472.5    |       |
| Марек Голомб           | до 90 кг, чоловіки   | 165            | 2              | 145       | 4      | 185          | 5            | 495      |       |

## Велоспорт
Шосе
| Спортсмен                                                | Дисципліна               | Час        | Місце |
| -------------------------------------------------------- | ------------------------ | ---------- | ----- |
| Мар'ян Кегель                                            | групова гонка, чоловіки  | 4:44:00    | 10    |
| Казімеж Ясінський                                        | групова гонка, чоловіки  | 5:08:25    | 59    |
| Зигмунт Ганусік                                          | групова гонка, чоловіки  | 5:20:59    | 62    |
| Зенон Чеховський                                         | групова гонка, чоловіки  | DNF        | DNF   |
| Анджей Бловдзін Зенон Чеховський Ян Магера Мар'ян Кегель | командна гонка, чоловіки | 2:14:40.98 | 6     |

Трек
| Спортсмен       | Дисципліна            | Час     | Місце |
| --------------- | --------------------- | ------- | ----- |
| Януш Кешковский | гіт, 1000 м, чоловіки | 1:04.63 |       |

Гонка переслідування
| Спортсмен                                                       | Дисципліна                                   | Кваліфікація | Кваліфікація | 1/16                             | Чвертьфінал                       | Півфінал        | Фінал           | Фінал |
| Спортсмен                                                       | Дисципліна                                   | Час          | Місце        | Опонент Час                      | Опонент Час                       | Опонент Час     | Опонент Час     | Місйе |
| --------------------------------------------------------------- | -------------------------------------------- | ------------ | ------------ | -------------------------------- | --------------------------------- | --------------- | --------------- | ----- |
| Раймунд Зелінський                                              | індивідуальна гонка переслідування, чоловіки | 4:46.03      | 10           | Н/Д                              | Did not advance                   | Did not advance | Did not advance | 10    |
| Войцех Матусяк Януш Кешковский Вацлав Латоха Раймунд Зелінський | командна гонка переслідування, чоловіки      | Н/Д          | Н/Д          | Чехословаччина (TCH) L 4:23.77 Q | Західна Німеччина (FRG) L 4:38.91 | не пройшли      | не пройшли      | 5     |

## Веслування на каное і байдарках
| Спортсмен                                                 | Дисципліна            | Гіти   | Гіти  | Півфінал | Півфінал | Фінал      | Фінал      |
| Спортсмен                                                 | Дисципліна            | Час    | Місце | Час      | Місце    | Час        | Місце      |
| --------------------------------------------------------- | --------------------- | ------ | ----- | -------- | -------- | ---------- | ---------- |
| Владислав Шушкевич                                        | K-1, 1000 м, чоловіки | 4:03.4 | 1 Q   | 4:05.72  | 1 Q      | 4:06.36    | 4          |
| Евальд Януш Рафал Піщ Владислав Зелінський Ришард Марчлік | K-4, 1000 м, чоловіки | 3:21.7 | 3 Q   | 3:21.29  | 3 Q      | 3:22.10    | 8          |
| Станіслава Шидловська                                     | K-1, 500 м, жінки     | 2:12.1 | 5 q   | 2:15.32  | 4        | не пройшла | не пройшла |
| Ізабелла Антонович Ядвіга Доерінг                         | K-2, 500 м, жінки     | 2:06.8 | 5 q   | 2:03.48  | 1 Q      | 2:04.20    | 9          |

## Вітрильний спорт
| Спортсмен                          | Дисципліна        | Рейс | Рейс | Рейс | Рейс | Рейс | Рейс | Рейс | Бали  | Місце |
| Спортсмен                          | Дисципліна        | 1    | 2    | 3    | 4    | 5    | 6    | 7    | Бали  | Місце |
| ---------------------------------- | ----------------- | ---- | ---- | ---- | ---- | ---- | ---- | ---- | ----- | ----- |
| Анджей Завея                       | Фінн              | 6    | 17   | 19   | 10   | 25   | 11   | 17   | 115.7 | 12    |
| Анджей Івінський Людвік Рачинський | Летючий Голандець | 20   | 18   | 24   | 25   | 25   | 17   | 26   | 165   | 24    |

## Волейбол
Чоловічий турнір
| Місце | Команда        | Сети  | Очки |
| ----- | -------------- | ----- | ---- |
| 1     | СРСР           | 26—8  | 16   |
| 2     | Японія         | 24—6  | 14   |
| 3     | Чехословаччина | 22—15 | 14   |
| 4     | НДР            | 22—12 | 12   |
| 5     | Польща         | 16—11 | 12   |
| 6     | Болгарія       | 16—17 | 8    |
| 7     | США            | 15—18 | 8    |
| 8     | Бельгія        | 6—24  | 4    |
| 9     | Бразилія       | 8—25  | 2    |
| 10    | Мексика        | 6—27  | 0    |

Жіночий турнір
|       |                |      | Матчів | Матчів | Сети | Сети | Сети  | М'ячі | М'ячі | М'ячі |
| Місце | Команда        | Очки | В      | П      | В    | П    | В:П   | В     | П     | В:П   |
| ----- | -------------- | ---- | ------ | ------ | ---- | ---- | ----- | ----- | ----- | ----- |
| 1     | СРСР           | 14   | 7      | 0      | 21   | 3    | 7.000 | 333   | 194   | 1.716 |
| 2     | Японія         | 13   | 6      | 1      | 19   | 3    | 6.333 | 318   | 147   | 2.163 |
| 3     | Польща         | 12   | 5      | 2      | 15   | 11   | 1.364 | 324   | 304   | 1.066 |
| 4     | Перу           | 10   | 3      | 4      | 12   | 15   | 0.800 | 306   | 327   | 0.936 |
| 5     | Південна Корея | 10   | 3      | 4      | 11   | 14   | 0.786 | 276   | 305   | 0.905 |
| 6     | Чехословаччина | 10   | 3      | 4      | 11   | 15   | 0.733 | 307   | 307   | 1.000 |
| 7     | Мексика        | 8    | 1      | 6      | 7    | 18   | 0.389 | 215   | 338   | 0.636 |
| 8     | США            | 7    | 0      | 7      | 4    | 21   | 0.190 | 196   | 353   | 0.555 |

## Спортивна гімнастика
| Спортсмен                                                                                   | Дисципліна                       | Final Standings | Final Standings | Final Standings | Final Standings | Final Standings | Final Standings | Final Standings | Final Standings | Apparatus Final | Apparatus Final | Apparatus Final | Apparatus Final | Apparatus Final | Apparatus Final | Apparatus Final | Apparatus Final |
| Спортсмен                                                                                   | Дисципліна                       | Знаряддя        | Знаряддя        | Знаряддя        | Знаряддя        | Знаряддя        | Знаряддя        | Разом           | Місце           | Знаряддя        | Знаряддя        | Знаряддя        | Знаряддя        | Знаряддя        | Знаряддя        | Разом           | Місце           |
| Спортсмен                                                                                   | Дисципліна                       | F               | PH              | R               | V               | PB              | HB              | Разом           | Місце           | F               | PH              | R               | V               | PB              | HB              | Разом           | Місце           |
| ------------------------------------------------------------------------------------------- | -------------------------------- | --------------- | --------------- | --------------- | --------------- | --------------- | --------------- | --------------- | --------------- | --------------- | --------------- | --------------- | --------------- | --------------- | --------------- | --------------- | --------------- |
| Анджей Гонера                                                                               | індивідуальна першість, чоловіки | 17.80           | 17.95           | 18.30           | 18.25           | 18.55           | 18.40           | 109.25          | 38              | не пройшов      | не пройшов      | не пройшов      | не пройшов      | не пройшов      | не пройшов      | не пройшов      | не пройшов      |
| Єжи Круза                                                                                   | індивідуальна першість, чоловіки | 17.85           | 18.10           | 17.70           | 18.15           | 18.10           | 18.25           | 108.15          | 53              | не пройшов      | не пройшов      | не пройшов      | не пройшов      | не пройшов      | не пройшов      | не пройшов      | не пройшов      |
| Міколай Кубіца                                                                              | індивідуальна першість, чоловіки | 18.50           | 19.00           | 18.75           | 18.70           | 19.05           | 18.80           | 112.80          | 13              | не пройшов      | не пройшов      | не пройшов      | не пройшов      | не пройшов      | не пройшов      | не пройшов      | не пройшов      |
| Сильвестер Кубіца                                                                           | індивідуальна першість, чоловіки | 18.45           | 18.40           | 17.80           | 18.05           | 18.70           | 18.40           | 109.80          | 31              | не пройшов      | не пройшов      | не пройшов      | не пройшов      | не пройшов      | не пройшов      | не пройшов      | не пройшов      |
| Вільгельм Кубіца                                                                            | індивідуальна першість, чоловіки | 18.55           | 19.10 Q         | 18.60           | 18.55           | 19.15           | 19.20           | 113.15          | 11              | Н/Д             | 19.15           | не пройшов      | не пройшов      | не пройшов      | не пройшов      | 19.15           | 4               |
| Александр Рокоса                                                                            | індивідуальна першість, чоловіки | 18.00           | 17.55           | 18.25           | 18.40           | 18.40           | 18.25           | 108.85          | 44              | не пройшов      | не пройшов      | не пройшов      | не пройшов      | не пройшов      | не пройшов      | не пройшов      | не пройшов      |
| Анджей Гонера Єжи Круза Міколай Кубіца Сильвестер Кубіца Вільгельм Кубіца Александер Рокоса | командна першість, чоловіки      | 91.45           | 92.55           | 91.85           | 92.20           | 93.85           | 93.50           | 555.40          | 5               | не пройшли      | не пройшли      | не пройшли      | не пройшли      | не пройшли      | не пройшли      | не пройшли      | не пройшли      |

| Спортсмен                                                                                     | Дисципліна                    | Final Standings | Final Standings | Final Standings | Final Standings | Final Standings | Final Standings | Apparatus Final | Apparatus Final | Apparatus Final | Apparatus Final | Apparatus Final | Apparatus Final |
| Спортсмен                                                                                     | Дисципліна                    | Знаряддя        | Знаряддя        | Знаряддя        | Знаряддя        | Разом           | Місце           | Знаряддя        | Знаряддя        | Знаряддя        | Знаряддя        | Разом           | Місце           |
| Спортсмен                                                                                     | Дисципліна                    | F               | V               | UB              | BB              | Разом           | Місце           | F               | V               | UB              | BB              | Разом           | Місце           |
| --------------------------------------------------------------------------------------------- | ----------------------------- | --------------- | --------------- | --------------- | --------------- | --------------- | --------------- | --------------- | --------------- | --------------- | --------------- | --------------- | --------------- |
| Малгожата Хойнацька                                                                           | індивідуальна першість, жінки | 17.60           | 16.75           | 17.35           | 15.65           | 67.35           | 82              | не пройшла      | не пройшла      | не пройшла      | не пройшла      | не пройшла      | не пройшла      |
| Галина Данець                                                                                 | індивідуальна першість, жінки | 17.75           | 17.70           | 17.80           | 15.95           | 69.20           | 67              | не пройшла      | не пройшла      | не пройшла      | не пройшла      | не пройшла      | не пройшла      |
| Веслава Лех                                                                                   | індивідуальна першість, жінки | 17.95           | 17.55           | 18.05           | 18.00           | 71.55           | 42              | не пройшла      | не пройшла      | не пройшла      | не пройшла      | не пройшла      | не пройшла      |
| Люся Охманська                                                                                | індивідуальна першість, жінки | 18.00           | 18.05           | 17.90           | 17.80           | 71.75           | 40              | не пройшла      | не пройшла      | не пройшла      | не пройшла      | не пройшла      | не пройшла      |
| Гражина Вітковська                                                                            | індивідуальна першість, жінки | 18.00           | 17.40           | 18.10           | 16.80           | 70.30           | 55              | не пройшла      | не пройшла      | не пройшла      | не пройшла      | не пройшла      | не пройшла      |
| Барбара Зенба                                                                                 | індивідуальна першість, жінки | 17.65           | 17.90           | 17.65           | 17.55           | 70.75           | 46              | не пройшла      | не пройшла      | не пройшла      | не пройшла      | не пройшла      | не пройшла      |
| Малгожата Хойнацька Галина Данець Веслава Лех Люся Охманська Гражина Вітковська Барбара Зенба | командна першість, жінки      | 89.40           | 88.60           | 89.75           | 86.10           | 353.85          | 10              | Н/Д             | Н/Д             | Н/Д             | Н/Д             | Н/Д             | Н/Д             |

## Кінний спорт
| Спортсмен                                          | Кінь      | Дисципліна            | Кваліфікація | Кваліфікація | Фінал      | Фінал      |
| Спортсмен                                          | Кінь      | Дисципліна            | Штрафні      | Місце        | Штрафні    | Місце      |
| -------------------------------------------------- | --------- | --------------------- | ------------ | ------------ | ---------- | ---------- |
| Мар'ян Козицький                                   | Браз      | індивідуальний конкур | 28.00        | 35           | не пройшов | не пройшов |
| Антоній Пацинський                                 | Циррус    | індивідуальний конкур | 37.25        | 38           | не пройшов | не пройшов |
| Пйотр Вавринюк                                     | Фаріс     | індивідуальний конкур | 52.75        | 39           | не пройшов | не пройшов |
| Мар'ян Козицький Антоній Пацинський Пйотр Вавринюк | див. вище | командний конкур      | 123.50       | 12           | 223,25     | 11         |

## Легка атлетика
Трекові та шосейні дисципліни
| Спортсмен                                                           | Дисципліна                     | Гіт          | Гіт          | Чвертьфінал | Чвертьфінал | Півфінал   | Півфінал   | Фінал      | Фінал      |
| Спортсмен                                                           | Дисципліна                     | Результат    | Місце        | Результат   | Місце       | Результат  | Місце      | Результат  | Місце      |
| ------------------------------------------------------------------- | ------------------------------ | ------------ | ------------ | ----------- | ----------- | ---------- | ---------- | ---------- | ---------- |
| Мар'ян Дудзяк                                                       | 100 м, чоловіки                | 10.46        | 3 Q          | 10.32       | 5           | не пройшов | не пройшов | не пройшов | не пройшов |
| Веслав Маняк                                                        | 100 м, чоловіки                | 10.49        | 4            | не пройшов  | не пройшов  | не пройшов | не пройшов | не пройшов | не пройшов |
| Зенон Новож                                                         | 100 м, чоловіки                | 10.57        | 5            | не пройшов  | не пройшов  | не пройшов | не пройшов | не пройшов | не пройшов |
| Едвард Романовський                                                 | 200 м, чоловіки                | 20:95        | 3 Q          | 20:85       | 3 Q         | 20:80      | 6          | не пройшов | не пройшов |
| Анджей Баденський                                                   | 400 м, чоловіки                | 45.52        | 1 Q          | 45.60       | 2 Q         | 45.50      | 3 Q        | 45.42      | 7          |
| Ян Балаховський                                                     | 400 м, чоловіки                | 46.23        | 2 Q          | 46.33       | 5           | не пройшов | не пройшов | не пройшов | не пройшов |
| Ян Вернер                                                           | 400 м, чоловіки                | 45.97        | 1 Q          | 45.63       | 1 Q         | 45.75      | 5          | не пройшов | не пройшов |
| Генрик Жордиковський                                                | 800 м, чоловіки                | 1:47.48      | 2 Q          | Н/Д         | Н/Д         | DNS        | DNS        | не пройшов | не пройшов |
| Генрик Жордиковський                                                | 1500 м, чоловіки               | 3:59.34      | 3 Q          | Н/Д         | Н/Д         | 3:54.24    | 4 Q        | 3:46.69    | 7          |
| Єжи Малюський                                                       | 1500 м, чоловіки               | 3:54.83      | 9            | не пройшов  | не пройшов  | не пройшов | не пройшов | не пройшов | не пройшов |
| Роланд Бремер                                                       | 5000 м, чоловіки               | 15:13.8      | 10           | не пройшов  | не пройшов  | не пройшов | не пройшов | не пройшов | не пройшов |
| Роланд Бремер                                                       | 10000 м, чоловіки              | не стартував | не стартував | не пройшов  | не пройшов  | не пройшов | не пройшов | не пройшов | не пройшов |
| Вільгельм Вейстанд                                                  | 400 м з бар'єрами, чоловіки    | 50.7         | 5            | не пройшов  | не пройшов  | не пройшов | не пройшов | не пройшов | не пройшов |
| Ян Чіх                                                              | 3000 м з перешкодами, чоловіки | 9:50.78      | 11           | Н/Д         | Н/Д         | Н/Д        | Н/Д        | не пройшов | не пройшов |
| Мечислав Рутина                                                     | ходьба, 20 км, чоловіки        | Н/Д          | Н/Д          | Н/Д         | Н/Д         | Н/Д        | Н/Д        | 1:47:29    | 26         |
| Мечислав Рутина                                                     | ходьба, 50 км, чоловіки        | Н/Д          | Н/Д          | Н/Д         | Н/Д         | Н/Д        | Н/Д        | 4:58:03.8  | 22         |
| Веслав Маняк Едвард Романовський Зенон Новож Мар'ян Дудзяк          | естафета 4×100 м, чоловіки     | 40.27        | 3 Q          | Н/Д         | Н/Д         | 38.99      | 4 Q        | 39.22      | 8          |
| Станіслав Грендзінський Ян Балаховський Ян Вернер Анджей Баденський | естафета 4×400 м, чоловіки     | 3:03.02      | 1 Q          | Н/Д         | Н/Д         | Н/Д        | Н/Д        | 3:00.58    | 4          |
| Данута Стражинська                                                  | 80 м з бар'єрами, жінки        | 10.7         | 3 Q          | Н/Д         | Н/Д         | 10.5       | 3 Q        | 10.6       | 6          |
| Тараза Сухневич                                                     | 80 м з бар'єрами, жінки        | 10.7         | 2 Q          | Н/Д         | Н/Д         | 10.9       | 6          | не пройшла | не пройшла |
| Ельжбета Зебровська                                                 | 80 м з бар'єрами, жінки        | 10.8         | 2Q           | Н/Д         | Н/Д         | 10.6       | 4 Q        | 10.6       | 7          |
| Ірена Шевінська                                                     | 100 м, жінки                   | 11.3         | 1 Q          | 11.1        | 1 Q         | 11.3       | 1 Q        | 11.1       |            |
| Ірена Шевінська                                                     | 200 м, жінки                   | 23.2         | 1 Q          | Н/Д         | Н/Д         | 23.2       | 3 Q        | 22.5 WR    |            |
| Данута Стражинська Мирослава Сарна Урсула Йожвік Ірена Шевінська    | естафета 4×100 м, жінки        | 53.00        | 7            | не пройшли  | не пройшли  | не пройшли | не пройшли | не пройшли | не пройшли |

Польові дисципліни
| Спортсмен            | Дисципліна                  | Кваліфікація | Кваліфікація | Фінал      | Фінал      |
| Спортсмен            | Дисципліна                  | Дистанція    | Місце        | Дистанція  | Місце      |
| -------------------- | --------------------------- | ------------ | ------------ | ---------- | ---------- |
| Лех Гайдзінський     | метання диска, чоловіки     | 54.92        | 18           | не пройшов | не пройшов |
| Едмунд П'янтковський | метання диска, чоловіки     | 58.24        | 12 Q         | 59.40      | 7          |
| Ян Яскольський       | потрійний стрибок, чоловіки | 16.04        | 14           | не пройшов | не пройшов |
| Юзеф Шмідт           | потрійний стрибок, чоловіки | 16.19        | 11 Q         | 16.89      | 7          |
| Владислав Комар      | метання ядра, чоловіки      | 19.09        | 9 Q          | 19.28      | 6          |
| Владислав Нікісюк    | метання списа, чоловіки     | 81.00        | 8 Q          | 85.70      | 4          |
| Януш Сідло           | метання списа, чоловіки     | 80.12        | 10 Q         | 80.58      | 7          |
| Анджей Стальмах      | стрибки у довжину, чоловіки | 7.70         | 15 Q         | 7.94       | 8          |
| Даніела Яворська     | метання списа, жінки        | Н/Д          | Н/Д          | 56.06      | 5          |
| Луцина Кравцевич     | метання списа, жінки        | Н/Д          | Н/Д          | 51.54      | 12         |
| Мирослава Сарна      | стрибки у довжину, жінки    | 6.44         | 5 Q          | 6.47       | 5          |
| Ірена Жевінська      | стрибки у довжину, жінки    | 6.19         | 16           | не пройшла | не пройшла |

## Плавання
| Спортсмен             | Дисципліна                            | Гіт     | Гіт   | Півфінал   | Півфінал   | Фінал      | Фінал      |
| Спортсмен             | Дисципліна                            | Час     | Місце | Час        | Місце      | Час        | Місце      |
| --------------------- | ------------------------------------- | ------- | ----- | ---------- | ---------- | ---------- | ---------- |
| Юзеф Клюковський      | 100 м брасом, чоловіки                | 1:11.0  | 22 Q  | 1:10.9     | 18         | не пройшов | не пройшов |
| Юзеф Клюковський      | 200 м брасом, чоловіки                | 2:41.6  | 25    | не пройшов | не пройшов | не пройшов | не пройшов |
| Яцек Кравчик          | 200 м батерфляєм, чоловіки            | 2:22.1  | 24    | не пройшов | не пройшов | не пройшов | не пройшов |
| Яцек Кравчик          | 200 м комплексним плаванням, чоловіки | 2:23.8  | 25    | не пройшов | не пройшов | не пройшов | не пройшов |
| Яцек Кравчик          | 400 м комплексним плаванням, чоловіки | 5:15.1  | 22    | не пройшов | не пройшов | не пройшов | не пройшов |
| Збігнєв Пацельт       | 200 м вільним стилем, чоловіки        | 2:06.3  | 33    | не пройшов | не пройшов | не пройшов | не пройшов |
| Збігнєв Пацельт       | 200 м комплексним плаванням, чоловіки | 2:23.3  | 23    | не пройшов | не пройшов | не пройшов | не пройшов |
| Збігнєв Пацельт       | 400 м комплексним плаванням, чоловіки | 5:18.6  | 25    | не пройшов | не пройшов | не пройшов | не пройшов |
| Владислав Войтакайтіс | 200 м вільним стилем, чоловіки        | 2:06.0  | 31    | не пройшов | не пройшов | не пройшов | не пройшов |
| Владислав Войтакайтіс | 400 м вільним стилем, чоловіки        | 4:31.1  | 19    | не пройшов | не пройшов | не пройшов | не пройшов |
| Владислав Войтакайтіс | 1500 м вільним стилем, чоловіки       | 18:32.4 | 18    | не пройшов | не пройшов | не пройшов | не пройшов |

## Стрибки у воду
| Спортсмен          | Дисципліна                  | Кваліфікація | Кваліфікація | Фінал      | Фінал      | Фінал      | Фінал      |
| Спортсмен          | Дисципліна                  | Бали         | Місце        | Бали       | Місце      | Разом      | Місце      |
| ------------------ | --------------------------- | ------------ | ------------ | ---------- | ---------- | ---------- | ---------- |
| Єжи Ковалевський   | трамплін, 3 метри, чоловіки | 79.97        | 21           | не пройшов | не пройшов | не пройшов | не пройшов |
| Єжи Ковалевський   | вишка, 10 метрів, чоловіки  | 85.08        | 22           | не пройшов | не пройшов | не пройшов | не пройшов |
| Влодзімеж Мейсак   | вишка, 10 метрів, чоловіки  | 89.41        | 13           | не пройшов | не пройшов | не пройшов | не пройшов |
| Якуб Пухов         | трамплін, 3 метри, чоловіки | 88.65        | 15           | не пройшов | не пройшов | не пройшов | не пройшов |
| Якуб Пухов         | вишка, 10 метрів, чоловіки  | 85.14        | 21           | не пройшов | не пройшов | не пройшов | не пройшов |
| Богуслава Петкевич | трамплін, 3 метри, жінки    | 76.45        | 20           | не пройшла | не пройшла | не пройшла | не пройшла |
| Богуслава Петкевич | вишка, 10 метрів, жінки     | 49.53        | 4 Q          | 45.56      | 8          | 95.09      | 5          |
| Ельжбета Вернюк    | трамплін, 3 метри, жінки    | 87.62        | 9 Q          | 34.80      | 12         | 122.42     | 11         |
| Ельжбета Вернюк    | вишка, 10 метрів, жінки     | 47.26        | 15           | не пройшла | не пройшла | не пройшла | не пройшла |

## Стрільба
| Спортсмен            | Дисципліна                                    | Фінал     | Фінал |
| Спортсмен            | Дисципліна                                    | Результат | Місце |
| -------------------- | --------------------------------------------- | --------- | ----- |
| Влодзімеж Данек      | скіт                                          | 189       | 23    |
| Ришард Фандіер       | гвинтівка з трьох позицій, 300 м              | 1127      | 15    |
| Ришард Фандіер       | малокаліберна гвинтівка з трьох позицій, 50 м | 1139      | 25    |
| Веслав Гавліковський | скіт                                          | 188       | 24    |
| Вацлав Гамерлінський | швидкісний пістолет, 25 м                     | 585       | 16    |
| Павел Малек          | пістолет, 50 м                                | 556       | 5     |
| Єжи Новіцкий         | малокаліберна гвинтівка з трьох позицій, 50 м | 1140      | 24    |
| Єжи Новіцкий         | малокаліберна гвинтівка лежачи, 50 м          | 593       | 21    |
| Адам Смельчинський   | трап                                          | 195       | 6     |
| Раймунд Стахурський  | пістолет, 50 м                                | 544       | 28    |
| Евгеніуш Пендзіш     | гвинтівка з трьох позицій, 300 м              | 1117      | 20    |
| Еулалія Ролінська    | малокаліберна гвинтівка лежачи, 50 м          | 593       | 22    |
| Юзеф Запендзький     | швидкісний пістолет, 25 м                     | 593       |       |